# زمین‌لرزه ۲۰۰۵ دریاچه تانگانیکا
زمین‌لرزه دریاچه تانگانیکا  در تاریخ ۵ دسامبر ۲۰۰۵ میلادی، برابر با ‎۱۴ آذر ۱۳۸۴، ساعت ۱۲:۱۹:۵۶ به زمان یوتی‌سی در تانزانیا ، منطقه دریاچه تانگانیکا رخ داد. ژرفای این زلزله ۱۶٫۷ کیلومتر بود، و بزرگی آن ۶٫۸ در مقیاس Mw اعلام شده‌است. زمین‌لرزه به وقت محلی در روز دوشنبه، ساعت ۱۵ روی داده و منطقه زمانی آن یوتی‌سی +۳ بوده‌است .
سازمان زمین‌شناسی آمریکا نیز رومرکز این زمین‌لرزه را در مختصات ۶°۱۳′۲۶″جنوبی ۲۹°۴۹′۴۸″شرقی / ۶٫۲۲۴°جنوبی ۲۹٫۸۳°شرقی و ژرفای آنرا در ۲۲ کیلومتر گزارش کرده‌است. بزرگی برگزیدهٔ این سازمان از میان بزرگیهای محاسبه‌شدهٔ مختلف ۶٫۸ در مقیاس Mw بوده و از دید اثر، در میان چهار دسته‌بندی «نامحسوس»، «محسوس»، «زیان‌آور» یا «با تلفات»، زلزله را «با تلفات» اعلام کرده‌است.۳۰۱ ساختمان در زمین‌لرزه خراب شده‌است.
پروژهٔ «تنسور گشتاور مرکزوار» زاویه‌های (راستا، شیب، ریک) گسل سازندهٔ زمین‌لرزه و صفحه عمود بر آنرا (°۱۴۹، °۵۰، °۱۲۲-) یا (°۱۳، °۵۰، °۵۸-) و نوع گسل را «عادی» فرارسانده‌است.
شمار کشتگان زلزله حدود ۶ نفر بوده‌است.تعداد زخمیان ۰ نفر برآورده شده‌است.بی‌خانمان شدگان نیز ۱۵۰۰ نفر اعلام شده‌است.